# Liga Mexicana 1916/17
In 1916/17 werd het vijftiende seizoen gespeeld van de Liga Mexicana de Football Amateur Association, de hoogste voetbalklasse van Mexico. España werd kampioen.

## Eindstand
| Plaats | Club              | Wed. | W | G | V | Saldo | Ptn. |
| ------ | ----------------- | ---- | - | - | - | ----- | ---- |
| 1.     | España FC         | 10   | 6 | 3 | 1 | 17:10 | 15   |
| 2.     | Pachuca AC        | 10   | 6 | 2 | 2 | 16: 8 | 14   |
| 3.     | Germania FV       | 10   | 5 | 0 | 5 | 11:10 | 10   |
| 4.     | CF México         | 10   | 4 | 1 | 5 | 12:12 | 9    |
| 5.     | Deportivo Español | 10   | 3 | 1 | 6 | 10:13 | 7    |
| 6.     | España B          | 10   | 2 | 1 | 7 | 6:19  | 5    |

|  | Kampioen                                                                                              |
|  | Germania en Deportivo Español vroegen toestemming om zich terug te trekken enkel voor seizoen 1917/18 |

### Kampioen
| Liga Mexicana de 1916/17   |
| Mexico                     |
| -------------------------- |
| ESPAÑA Kampioen (4° titel) |

## Topschutters
| Speler                      | Speler           | Goals | Club      |
| --------------------------- | ---------------- | ----- | --------- |
| Vlag van Spanje (1785-1931) | Lázaro Ibarreche | 6     | España FC |